# Radio en Perú
La radio en Perú hace su aparición en 1925 con la inauguración de la actual Radio Nacional del Perú. Inicialmente, las primeras radios se instalaron en Lima, pero en la década siguiente se extendieron a nivel nacional. Las frecuencias se asignaban de uso privado hasta la década de 1930, cuando la radio se convirtió en un medio de comunicación comercial y surgieron emisoras locales como DUSA (Difusora Universal S.A.) y Grellaund. En la década de 1950, la programación radiofónica fue entre 2 y 12 horas diarias. En la década de 1970, las estaciones comenzaron a emitir en regiones andinas y selváticas, con programación producida en esas regiones. En esa época, se difundió con mayor frecuencia la música andina, la nueva ola y la cumbia peruana.
Como uno de los medios masivos en el país, junto a la televisión y la prensa escrita, la Compañía Peruana de Mercados y Opinión Pública señaló que, de 43 ciudades consultadas durante 2002, casi 6 de 10 personas encuestadas lo escuchan a diario. En 2020 Kantar Ibope Media indicó que el 75 % de los encuestados escucha radio todos los días. En 2013, Ibope Media señaló a Perú como uno de los mayores consumidores de música en Latinoamérica con 84 %, en que se considera los 6.2 millones de radioescuchas limeños según Ipsos Perú. Además, un estudio de Target Group Index de Ibope Media señaló que el horario central, en donde hay mayor audiencia, corresponde de seis a nueve de la mañana.

## Historia

### Orígenes de la estación radiotelefónica OAX (años 1920)

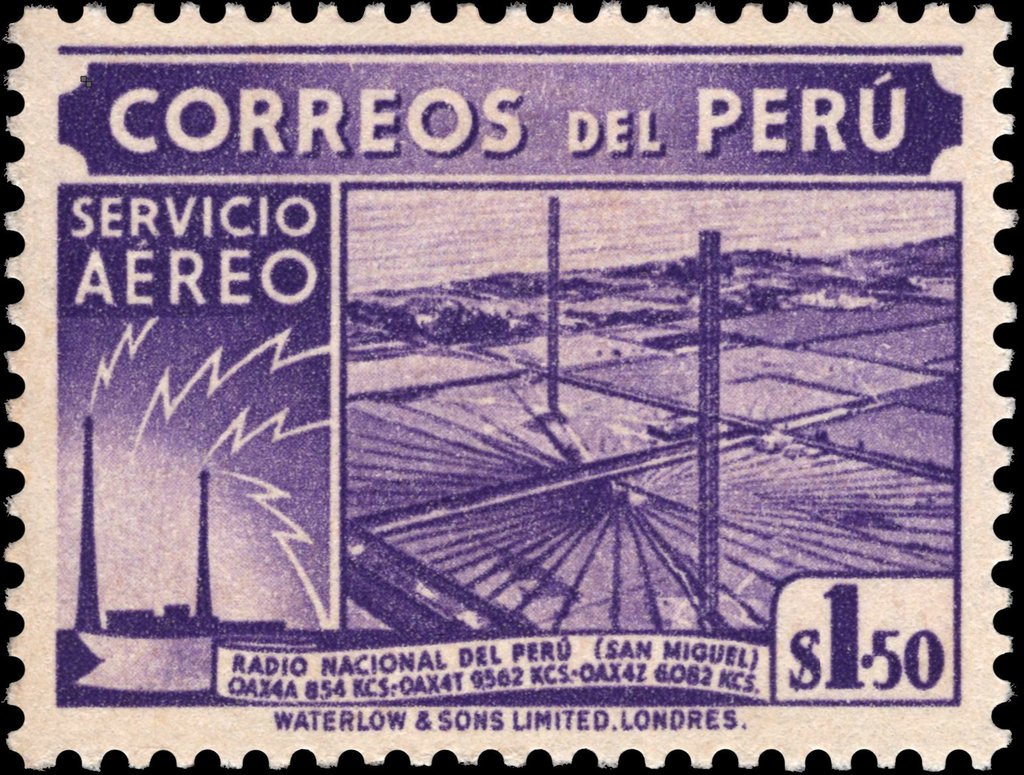
Estampa de 1938 con una de las antenas de Radio Nacional.

Los orígenes de la radio surgieron en la década de 1920, influenciado por la modernidad del gobierno de Augusto B. Leguía, cuando la telegrafía sin hilos fue operada por la inglesa Marconi’s Wireless Telegraph Company, gracias un contrato de exclusividad por 25 años aprobado por el Congreso. Pendleton Lehde fue el ingeniero encargado de la investigación e instalación de los equipos. De su parte, Luis G. Tirado solicitó una patente en 1923 para el funcionamiento de la radiofonía y radiotelefonía (nombre que se conoció en sus inicios)  que llevó en un litigio con la Marconi para la venta de dispositivos de comunicación. Este llevaba la codificación OAX y operaron cuatro empresas de mensajes a distancia por todo el país.
En 1922 se estableció el Reglamento de Licencias de Estaciones de Radiodifusión, en que se establecieron dos requisitos: destinar a la educación o servicio local y que el administrador de la estación conceda a los aspirantes seguir el rumbo científico o de utilidad pública. En 1925 se estrenó la primera emisora sonora llamada simplemente OAX, que hoy es Radio Nacional del Perú, propiedad de la empresa estadounidense Peruvian Broadcasting Company. Este suceso estuvo en la cobertura de los diarios El Comercio y La Crónica.  Sin embargo, comprar un receptor era muy caro, hasta el punto de que El Comercio recomendaba fabricar uno casero. Tras una serie de sucesos sociales y económicos como la Gran Depresión, la empresa responsable se disolvió y los derechos fueron cedidos a Marconi. Con el tiempo, Marconi perdió terreno de la exclusividad de las comunicaciones a distancia cuando la formada Compañía Nacional de Radiodifusión (ahora del Estado) tomó el control de la estación OAX, y cuya empresa fue intervenida por la Junta Militar de Sánchez Cerro. OAX operó en el cerro San Cristóbal, lugar donde fue instalado originalmente.
A la vez, surgieron las estaciones de radioaficionados. Para ello se formó el Radio Club Peruano, una iniciativa de  que no se concretó incluso con la llegada de la OAX.

### Expansión radial en Lima y otras ciudades (años 1930-1960)
En la siguiente década, el presidente Óscar R. Benavides fomentó la popularización de la radio. Para ese entonces, empezaron a funcionar otras emisoras en Lima metropolitana, con una marcada tendencia en la onda corta, novedosa entre países andinos. Entre las marcas de las frecuencias conocidas están: Radio Miraflores (1935), Radio Internacional (1935), Radio Grellaud (1938, posteriormente renombrado como Radio Lima), Radio Alegría (1946, antecesora de Radio Programas del Perú), Radio América (1941), Radio Panamericana (1952), Radio Reloj (1954), Radio San Cristóbal (1953, renombrado como Onda Popular), Radio Los Andes (1966: antecesor de Radiomar), Radio Ondas del Callao (1961, después Radio del Pacífico), Radio Cien FM (1960), Radio Progreso (1964, después Radio San Isidro) y Radio Callao (1940, más adelante Radio 1160). Si bien el funcionamiento estuvo regulada en 1932, para 1934 existieron 20 establecimientos que ofrecían sintonizadores de señal.
A la par de la década de 1920, Arequipa fue una de las primeras ciudades en descentralizar el medio a cargo del ingeniero Max Landa Valcárcel. Sin embargo, en 1929 se había operado definitivamente en la ciudad, supuestamente emitida desde Mollendo
El 11 de abril de 1936 en Cusco el Ingeniero Carlos Lizárraga Fisher, fue el impulsor para el nacimiento de   "Radio Cuzco" primera emisora del Departamento, hecho que se registra en la historia de la ciudad    . Además, existieron incentivos como la primera revista especializada en ese medio de comunicación, Radiocultura, que fue responsable del denominado Día de la Radio en 1934, celebrado el 20 de junio. Ya instalada la radio comercial, se formaliza la Asociación Nacional de Radioemisoras del Perú (Anrap) en 1946, un gremio entre empresas radiales que coordinaban actividades del sector privado.
El máximo impacto que obtuvo este medio fue en la década de 1940. De las 8 emisores en 1945, se incrementaron a 30 en 1954; de las cuales 17 apenas se instalaron en la ciudad metropolitana. En 1942 se crea la Compañía Peruana de Radiodifusión (hoy propiedad de Plural TV), la primera empresa privada en operar en cadenas de Lima (como las marcas América y Lima) y otras ciudades. A pesar de su éxito, en 1949, el gobierno limitó la emisión de contenido por seis horas alegando una supuesta crisis energética.
Para mediados de los años 1950 al menos medio millón de personas escuchan la programación radial. Sin embargo, algunas emisoras empezaron a probar suerte en la televisión como América y Panamericana. Por otro lado, Nacional, que ya tenía los equipos de emisión televisivo por donación de la Unesco, centró sus esfuerzos para experimentar con el Canal 7. En 1955, se estrenó la Radio Oficial del Congreso, a partir de la otora estación Radio Mundial.
Para 1963, existen más de 1.2 millones de radiotransmisores, con un promedio de audiencia diaria de 2 millones de personas.

#### Identificativos de estaciones y uso de potencias
Muchas de ellas en Lima llevan o llevaron el prefijo OAX seguido de un código de dos caracteres, por lo que la nuevamente operada Radio Nacional llevaría la identificación OAX-4A, y que a mediados de los años 1930 se emitió en dos identificativos más con diferentes longitudes de onda. Al menos en la capital, para que las antenas comerciales lleguen a lugares más alejados, la potencia de transmisión alcanzó los 10 kilowatts, mientras que la Estatal llegó a los 50. Este prefijo se mantuvo en otras ciudades, como Arequipa, Trujillo, Huánuco, entre otros; además de sus alternativos OBX y OCX para 1969. Destacó Radio Onda Azul, que recurrió a la evangelización por medio radio escuelas por medio de un transmisor de un kilovatio.

### Confiscación y promoción nacional en la radio (años 1970)
Con el gobierno de Velasco Alvarado, la infraestructura cambio significativamente con la formación de la Empresa Nacional de Radiodifusión (hoy IRTP), que obtuvo las propiedades de las emisoras privadas en situación expropiación. La nueva ley de telecomunicaciones consideró al medio para promover «la toma de conciencia sobre los problemas del Perú y el mundo», cuya política fue incentivar la producción nacional y limitar el contenido violento para el horario nocturno. A pesar de que las emisoras debieron cumplir con la nueva ley del gobierno para incentivar la educación, necesitaban de los pedidos de los anunciantes para sobrevivir. En 1980 se revirtió aquella intención de expropiación, tras acordarse en el Congreso, y recibieron capitalización para renovación de sus equipos. En ese esa etapa, la radio tuvo estancamiento de producciones, debido a la falta de modernización de equipos. Otra prueba del estancamiento fue la inversión por publicidad para 1981, un año después del Velascato, de 32 millones de soles; 16 veces a la que obtuvo en 1975.
La adopción de los dispositivos receptores fue significativa: para 1975, el 49 % de las viviendas limeñas que poseían un artefacto de radio; para 1981, alcanzó al 82 %. Además, del año 1981, la zona metropolitana de Lima contó con más de 933 mil oyentes, seguido de Trujillo con más de 119 mil.

### Radios populares y diversificación (años 1980)
En la década de 1980 surgieron nuevos estilos como la chicha, adoptado por inmigrantes limeños, y los anteriores propietarios empezaron a producir nuevo contenido. Así nació el concepto de la radio «popular» (análoga a la comunitaria, aunque con presupuesto económico), que intentó conectar con la población más alejada del país a diferencia de la ya consolidada «comercial». Este se asemeja a la migración de zonas rurales a la capital peruana, en donde el medio conectó a esa población de bajos recursos. Por ejemplo, en la selva se recurrió a la radio para emitir espacios para la comunidad shipiba en Pucallpa; destacó el informativo Manguaré Shipibo en 1979, posteriormente renombrado como La voz nativa de Ucayali años después. El impacto de la radio en la representación indígena sirvió para que este medio tuviese una retroalimentación de la población, en que aparecen en programas comerciales de la ciudad, incluso con fines de activismo político.
Otro detalle es que, en 1980, su contenido se enfocó también en una nueva generación musical con listas de popularidad, a causa de una reducción de la audiencia (el mayor récord registrado en solo una de ellas fue del 5 %). La música ocupó el 59 % del espacio de las principales cadenas, en lugar del 19 % de los segmentos hablados. También se evidencia la tendencia de la FM como alternativa a la AM, este primero fue bastante relevante para la disponibilidad de la música y que finalmente fue poblada en los años 1990. Para 1985, existieron al menos 54 emisoras; caso que en 1987, 33 emisoras se emitieron AM, mientras que 24 lo hicieron en FM. Sin embargo, en el mismo 1987, 500 emisoras se emitieron a nivel nacional sin los correspondientes permisos.
Con la llegada de espacios deportivos como Ovación y personalidades como Pocho Rospigliosi, la locución recurre a formas y dichos fáciles de entender. También extendió programas especializados en géneros menos comerciales como el jazz, tal como fue el caso de Stereo 100 (también llamado Stereo Lima) y el programa Ritmos y estilos bajo la conducción del entrevistador Roy Morris. En el caso del jazz latino, se destacó al programa conducido por Luis Delgado Aparicio y emitido originalmente en Radio Miraflores, Maestra vida; en que Willie Colón calificó a Aparcio como «embajador cultural».
Además destacó otros hitos, como la llegada de Rosa Palomino como una de las primeras aimaras en locutar y la fundación de la Coordinadora Nacional de Radios. La CNR promovió la comunicación en radios locales, en que la radio de Lima tuvo una tardía presentación sobre detalles en el desarrollo económico en el sector andino del país, como el programa RPP Amanecer campesino de los años 2000.

### Saturación de frecuencias (años 1990 en adelante)
Para finales del siglo XX, la radio está distribuida en varios segmentos al menos en la capital peruana, desde la temática clásica, pasando por lo urbano para el público juvenil y lo andino o provincial. Sin embargo, esto marcó también por la saturación de frecuencias debido a la complejidad del público, que además de la música consume contenido informativo. Además, su financiamiento por publicidad fue menor a la televisión, en que costó formar cadenas radiales para permanecer en supervivencia.
Esta etapa, alrededor de los años 1990, el medio de comunicación marcó cambios cuando se categorizó en tres formatos importantes: musical, hablada (que aplica a los informativos) y mixto. Esto coincide con el declive de las estaciones operadas independientemente, que en su lugar pasó a cambiar al formato música hegemónica de moda para atraer anunciantes. Como consecuencia, la promoción de artistas nacionales que surgió en el mandato de Velasco Alvarado se redujo. Un ejemplo es la cadena de radios del Grupo RPP, que posee una parte de las frecuencias FM en Lima, que recurre a los perfiles de la vida social de quienes engloba la «élite criolla» para segmentar sus estaciones musicales. Algunas antenas de la FM se distribuyen a lo lardo del Morro Solar.  
En cambio, la banda AM ganó adopción por los «nuevos limeños», sectores inmigrantes de Lima, aunque también por la presencia religiosa en las mismas como la formada Radio Santa Rosa. Según Juan Gargurevich, al igual que la prensa chicha, los nuevos formatos de radio de los años 1990 en esa banda perdieron seriedad al escucharse «comentarios de todo tipo, opiniones, recetas médicas y psicológicas, horóscopos, recomendaciones de chamanes, transmisiones "en vivo" de reuniones de sectas religiosas, etc». En el caso de otras ciudades como Trujillo en una publicación en 2017 por la UPAO, se destacó la aparición de contenido religioso y musical.
En 2005 se promulga la Ley de Radio y Televisión, que reconoce tres tipos de emisiones: comerciales, educativas y comunitarias. Las emisiones comerciales se utilizan para entretenimiento. Existen pocas estaciones que se centren en la cultura, como Filarmonía. El tercero, de carácter comunitario, se usa en medios fuera de la capital, en donde se formó la Red Quechua Peruana para agrupar a la comunicadores de las zonas andinas del país. En 2020, mientras se incrementó el consumo de la radio por la pandemia de COVID-19, el gobierno peruano estrenó el programa educativo Aprendo en casa. A la fecha el país no cuenta con transmisión digital de audio.

## Producciones nacionales

### Producción teatral
En los años 1940, con la formación de nuevas estaciones comerciales, su contenido varió de los musicales a los radioteatros. En la década de 1950 Asociación de Cronistas de Cine, Radio y Teatro del Perú catalogó en los premios Inka a los artistas radiales y musicales.
A pesar del incremento de más frecuencias previa a la formación de canales de televisión, junto a la iniciativa por artistas como María Jesús Alvarado Rivera para fomentar el drama radiofónico, se generó un estancamiento en contenido. Según Jorge MacLean (1945), fuera de la marca Nacional, la estrategia para recibir apoyo de las entidades privadas fue en la aligeración de los espacios para atraer espectadores como música popular, locuciones jocosas y sentimentalismos en escenas teatrales. La revista Presente (en 1957) criticó la sobrepresencia de radioteatros y la falta de selección para las emisoras comerciales, con excepción de La Crónica y 1160. A pesar de la saturación, no pudo superar el éxito internacional El derecho de nacer que se emitió en El Sol.
Sin embargo, para la década de 1960 las estaciones establecieron su identidad, algunas de las ya establecidas en Lima cambiarían su formato de miscelánea con una línea de música exclusiva. Además, con el surgimiento de las telenovelas en el país, RPP solo se limitó en programas con segmento dramático en reemplazó de la última radionovela La doctora corazón. A pesar de ello, según El Comercio, en 1963 las producciones nacionales se destinaron al 80 %.
Para el siglo XX existió una de las pocas producciones fuera de la capital, Selva de pasiones del Instituto de Comunicación por el Desarrollo, en medio de pleitos con trabajadores cocaleros.

### Producción musical
La preferencia de musical nacional en emisoras, que abarcan tanto las generales como las especializadas, fue motivo de discusión incluso en programas de análisis más recientes como de Canal N. Un factor que impulsó su crecimiento fue la promoción de programas de talentos infantiles en Sono Radio, Radio Lima, entre otros; el caso más destacado fue la locutora Maruja Venegas Salinas, quien promovió promesas al crear su Radio club infantil en Radio Mundial. Posteriormente, esta se potenció en los años 1970 con la cuota de difusión musical. Hacia los años 1990 la música nacional tuvo mayor cabida en la clase social baja, con el género de la cumbia, que en la alta.
La medición de popularidad se consolidó con Radio Panamericana y su lista «La más más». Si bien Monitor Latino se encarga de evaluar la recepción musical por parte de la audiencia, en 2023 la Compañía Peruana de Investigación, en colaboración con la Barcelona Music and Audio Technologies, lanzó RadioTop, que evalúa semanalmente las canciones que más se han sonado en sus 260 estaciones en las 24 regiones de Perú.

#### Producción de géneros criollo y andino
Se tuvo énfasis en la producción de la música criolla que marcó su propio auge, especialmente, en Radio Nacional, lo cual se estableció la obligatoriedad de difundir contenido en los años 1930.  En 1935, de la primera encuesta sobre preferencias de la audiencia por la Radio Goicochea a través de ánforas de la sede, mencionó a la criolla y la «autóctona» como preferidas, casi a la par con música clásica. En 1936 se realizó el primer concurso de tal género en radio DUSA, en el que se consideraban los estilos yaraví, valse, marinera y tondero. En 1947 ya se discutía sobre la preferencia de las radios en recurrir grabaciones aligeradas como reemplazo de las presentaciones en vivo en plena tendencia de la música criolla. Para los años 1950, Radio La Crónica y Radio América también entraron en la movida criolla con 12 horas de contenido diario según Alicia Maguiña. En 1967 se estrenó uno de los más longevos de su tipo en Radio El Sol, con más de 25 años bajo la conducción de Emilio García, La canción del mediodía. En los años siguientes, el género dejó de ser el más preferente frente a la música andina. Todavía hoy, existen al menos dos estaciones que mantienen vivo el legado del género como Radio Nacional y La Inolvidable.
Para la música andina, en los siguientes años la radio la emitió con menor frecuencia frente a la música costeña, pese a que en 2016 la encuestadora GFK la catalogó como el género hecho en el país más consumido a nivel general (19 %). La difusión surgió por los denominados programas folclóricos. El sol de los Andes fue uno de los primeros en estrenarse a mediados de 1950, que se destacó en conectar con la población rural y en establecer al Sol de Oro como galardón en los años 1970, por inicativa del artista Luis Pizarro. El entonces empleado del Instituto Nacional de Cultura, José María Arguedas, impulsó el escenario regional con 37 programas en 1972 y 91 en 1981. A partir del gobierno de Velasco Alvardo, se retiraron de las radios confiscadas las influencias musicales extranjeras como el rock & roll y la tropical, mientras que se dedicaron al menos una hora diaria hacia aquellas interpretaciones consideradas de «folclóricas».
Con el tiempo, prevalecieron emisoras dedicadas a tales estilos como Inca Sat, sin embargo aquello no fue lo único impulsado en las siguientes décadas, puesto que inclusive Inca Sat (junto a Agricultura y El Sol) se dedicó también a la cumbia peruana (basado en estilos andinos). Según Lucho Paz, la cumbia también tomó protagonismo en los años 1990 en radios que no se enfocaron en ritmos tropicales; cuando en 2009 el género se convirtió en un fenómeno según Billboard, debido a la movida musical de «El embrujo». A 2021 la versión web de Trome señaló la existencia de algunas emisoras limeñas con la cumbia como uno de los géneros centrales (destaca a Nueva Q o Karibeña entre las surgidas a finales de los años 2000).

#### Situación de la presencia del rock en la radio
En el caso del rock, las radios y la televisión de Lima promovieron con prominencia la escena nacional en los años 1970, aunque la recepción fue algo particular a la de los estilos internacionales debido a las dificultades de usar referencias locales (véase la nueva ola). No obstante, en 1980, el género se fortaleció en los espacios de las radios principales gracias a la participación del difusor Gerardo Manuel, junto a una nueva generación de locutores musicales. Con ella se crearon emisoras especializadas, como Doble Nueve. Por otro lado, cada emisora presentó iniciativas de la música nacional de forma diferente. Destacaron Zona 103 (Radio Nacional), Encuentro de rock (Radio Miraflores) y Condorock al aire (Radio Inca). Sin embargo, a pesar de la proliferación del pop rock, subsistieron las restricciones comerciales de la época en el desarrollo de estilos más underground.
Posteriormente, la difusión continuó en Radio Miraflores con la sucesora Dr. Rock en 2010, así como los espacios especiales de Mabela Martínez. Sin embargo entre finales de los años 2000 a inicios de los 2010, el contenido peruano entró en una etapa de difusión más limitada, debido a la aún negativa de emitir nuevos temas en las estaciones comerciales. Artistas locales (como La Forma en 2008) mencionaron la falta de cabida de su música por estar «desfasada». El ingeniero de sonido Germán Villacorta señaló a El Peruano en 2018 que por la ausencia de talentos en etapa de formación, «la radio peruana en rock y pop está atrasada 30 años»; mientras que el cantante y exintegrante de Arena Hash, Christian Meier, fue más optimista cuando dijo a Gestión en 2016 que «hoy suenan en la radio [...] solo los que pudieron pegar o consagrarse hasta hace diez años». En 2024, el vocalista de Los Mirlos, Jorge Rodríguez, y su hijo indicaron que sus canciones ya no se escuchan en la radio pero sí en las redes sociales.
En 2013 se lanzó una nueva iniciativa digital para promover la música a cargo de Luciana León y artistas musicales, mientras que en 2016 el banco BBVA (que contó con el apoyo de Radio Oxígeno) impulsó su campaña Nadie nos escucha cuando notó que el «95 por ciento de [las bandas de rock] no son [escuchadas]». En 2017 el colectivo Rock Achorao se asoció con Radio Comas para dedicar un bloque de producciones nacionales, además de la denominada campaña de visibilización Puntos sonoros.

#### Cuota de difusión
A pesar de promover talentos, existe controversia sobre el porcentaje cedido para producción hecho en el país. Los años 1980 fueron momentos importantes para destinar el 60 % de la programación diaria, luego de publicar el decreto supremo 9740. En los años 2000, a causa del modelo económico neoliberal, la Ley del Artista en Perú estableció solo el 10 % de las estaciones a producciones musicales nacionales, sin embargo, el productor José Ortega criticó la ausencia de la promoción por parte del Ministerio de Cultura.
En 2013 el entonces congresista Sergio Tejada propuso incrementar el mínimo al 35 % de canciones hechas en Perú en las emisoras públicas, cuyo porcentaje varía en las comunitarias y educativas. Algunas de las estaciones superaron la mayor cifra exigida como Karibeña, Nacional, Fiesta, Nueva Q, entre otros. La controversia llegó incluso al secretario general de la Sociedad Nacional de Radio y Televisión, Alfredo Ferrero, al comentar en 2013 que «la música peruana no suena en las radios nacionales porque no logra hacer un "clic" con el oyente». Ferrero se disculpó posteriormente y se limitó a decir que la radio se basa en «la preferencia del público por determinados géneros». Según Publimetro, Felicidad es el único del Grupo RPP tiene al menos el 30 % diario para 2017.

### Programas educativos
Con la llegada del gobierno de Velasco Alvarado el Instituto Nacional de Teleeducación estrenó varias producciones centradas como Héroes anónimos.
Luego del programa La escuela del aire por Radio Nacional, la Dirección General de Educación Intercultural Bilingüe y Rural (Digeibir) del Ministerio de Educación reestrenó el espacio educativo en 2003 con enfoque mayormente rural. En 2018 se adaptó oficialmente en lenguas indígenas con el apoyo de Koky Salgado de La hora del lonchecito. Posteriormente se consolidó con el espacio Aprendo en casa, pero enfocado a a todos los grados académicos.